# Tong Ming
Tong Ming (Nankín, 1968) es un arquitecto urbanista, investigador y escritor chino especializado en la integración del entorno construido con la naturaleza, investigador de jardinería tradicional china con los parámetros bioclimáticos del siglo XXI.

## Trayectoria
Tong nació en Nanjing y estudió arquitectura entre 1986 y 1990, año en el que se graduó en la Universidad Suroeste de Nanjing. Continuó sus estudios con un máster finalizado en 1993 y se doctoró en 1999 en la escuela de arquitectura y planeamiento urbano de la Universidad Tongji de Shanghái con una tesis sobre urbanismo. Desde 1999 a 2005 fue profesor en esta misma universidad Tongji en la sede de Shanghái. Simultáneamente a su docencia inició su trabajo profesional como arquitecto en el instituto de diseño de Suzhou y fundó en 2004 el estudio TM, colaborando con el estudio UNO, así como con la oficina de redes urbanas en la organización de seminarios de difusión de la arquitectura y el urbanismo.
Tong es profesor en la  la Universidad Suroeste, en la escuela de arquitectura. Ha realizado publicaciones diversas, tanto de traducciones de libros de arquitectura occidental al chino, como la que realizó del libro de Colin Rowe, Collage City, o el libro de Peter Hall (urbanista), Cities of Tomorrow, como de escritos propios, como su libro de título en inglés From Mythology to Fairy Tales.
Tong continua desarrollando temas de arquitectura que inició su abuelo, el arquitecto Tong Jun (o Tung Chuin), que vivió entre los años 1900 y 1983, un arquitecto graduado por la Universidad de Pensilvania considerado un pionero de la arquitectura moderna en China, autor del libro Glimpses of Gardens in Eastern China, del que Tong ha publicado versiones actualizadas.
Entre los trabajos y proyectos realizados por Tong destacar la biblioteca del colegio Wenzheng de 2001 en Suzhou la casa de té realizada en 2004 en Suzhou, la regeneración urbana en Taizhou de 2007, el patio con lotos de 2011 en Shanghái, la sede del estudio TM de 2015 también en Shanghái, y la galería Urbancross de 2017 en Shanghái.

## Trabajos seleccionados
- 2001 Biblioteca del colegio Wenzheng Universidad de Suzhou, China, en colaboración con Wang Shu y Lu When-Yu, Via arquitectura, ISSN: 1137-7402, N.º 10, pág. 32[5]